# Never Never
Never Never är den enda singeln som släpptes av Vince Clarkes musikprojekt The Assembly 1983. Singeln nådde fjärde plats på UK Singles Chart och andra plats på Sverigetopplistan.

## Låtförteckning
"Never Never" är skriven av Vince Clarke, medan "Stop/Start" är skriven av Vince Clarke och Eric Radcliffe.
Vinylsingel (7")
| 1. | Never Never | 3:46 |

| 1. | Stop/Start | 3:01 |

Maxisingel (12")
| 1. | Never Never (extended version) | 5:53 |

| 1. | Stop/Start (extended version) | 4:22 |